# 張茂 (東晉)
張茂（？—322年），字偉康，東晉時候人物。

## 生平
張茂年少時孤苦貧窮，但非常有志氣操守，鄉里都敬重信任他。陳敏在八王之亂時自立為楚公起兵叛變，張茂組織義軍討伐陳敏的弟弟陳斌，保全了郡縣所有地方，晉元帝就徵辟為幕僚。時官方有數十頭老牛想賣掉，張茂說：「殺牛有禁令，買家不得隨意屠宰牛隻，這些牛又年老體衰無法負荷農耕及拉車工作，這是以毫無用處的東西去換取百姓的利益。」元帝就取消了賣牛。後來又升遷太子右衛率，再出補吳興內史。
永昌元年(322年)，王敦叛亂，沈充起兵響應王敦並攻下吳興，擔任內史的張茂跟三個兒子都遇害身亡。張茂的弟弟張盎在周札麾下擔任將軍，沈充攻擊周札時張盎也戰死，朝廷事後追贈張茂太傅。
張茂年少時曾夢到大象，就去請教占夢者「萬推」占測夢境，萬推說：「你會當郡守大官，但是結果不太好。」問什麼原因？萬推說：「大象是龐然大獸，獸音近似守，太守也，所以知道會當郡守大官。但大象也因為象牙而遭到捕殺，為人所害。」果如其言。

## 延伸阅读
[在维基数据编辑]
 《晉書·卷078》，出自房玄齡《晉書》